# Catherine Reline
Catherine Reline (2002) é uma maratonista queniana. Venceu a Corrida de São Silvestre de 2022 e 2023.